# Marianna Strzyżewska-Kamińska
Marianna Strzyżewska-Kamińska – polska ekonomistka, dr hab., emerytowana prof. nadzw. SGH (1967–2012). W ostatnim okresie zatrudniona w Zakładzie Marketingu Usług w Instytucie Międzynarodowego Zarządzania i Marketingu Kolegium Gospodarki Światowej SGH, jako Kierownik Studium doktoranckiego w języku angielskim SGH.